# Catasetum aripuanense
Catasetum aripuanense là một loài thực vật có hoa trong họ Lan. Loài này được Bicalho mô tả khoa học đầu tiên năm 1963.